# Willemia brevispina
Willemia brevispina är en urinsektsart som beskrevs av Walter Hüther 1962. Willemia brevispina ingår i släktet Willemia och familjen Hypogastruridae. Inga underarter finns listade i Catalogue of Life.